# Христианство в Болгарии
Христианство в Болгарии — самая распространённая религия в стране.
По данным исследовательского центра Pew Research Center в 2010 году в Болгарии проживало 6,3 млн христиан, которые составляли 84,1 % населения этой страны. Энциклопедия «Религии мира» Дж. Г. Мелтона оценивает долю христиан в 2010 году в 83,9 % (6,26 млн верующих).
Крупнейшим направлением христианства в стране является православие. В 2000 году в Болгарии действовало 5,6 тыс. христианских церквей и мест богослужения, принадлежащих 47 различным христианским деноминациям.
Помимо болгар, христианами также являются большинство живущих в стране цыган, румын, арумын, русских, армян, каракачан, украинцев, македонцев, греков, гагаузов и др.
Консервативные евангельские церкви Болгарии объединены в Болгарский евангельский альянс, связанный со Всемирным евангельским альянсом.